# Daïra de Boghni
La daïra de Boghni est une circonscription administrative algérienne située dans la wilaya de Tizi-Ouzou et la région de Kabylie. Son chef-lieu est situé sur la commune éponyme de Boghni.

## Communes
La daïra est constituée de quatre communes:
- Assi Youcef ;
- Boghni ;
- Bounouh ;
- Mechtras.

La population totale de la daïra est de 68 466 habitants pour une superficie de 122,13 km2.

## Localisation
|                        | Daïra de Mâatkas     |                 |
| Daïra de Draâ El Mizan | daïra de Boghni      | Daïra d'Ouadhia |
|                        | ? (Wilaya de Bouira) |                 |